# Bernardo Piñango
Pour les articles homonymes, voir Pinango.
Bernardo Piñango est un boxeur vénézuélien né le 9 février 1960 à Caracas.

## Carrière
Aux Jeux olympiques d'été de 1980 à Moscou, il est médaillé d'argent des poids coqs, perdant en finale contre le Cubain Juan Hernández Pérez.
Passé professionnel en 1981, il devient champion du monde des poids coqs WBA le 4 juin 1986 après sa victoire aux points contre l'américain Gaby Canizales. Pinango conserve son titre face à Ciro De Leva, Simon Skosana et Frankie Duarte puis le laisse vacant pour boxer dans la catégorie de poids supérieure. 
Le 22 février 1988, il s'empare de la ceinture de champion du monde des poids super-coqs WBA après sa victoire aux points obtenue aux dépens de Julio Gervacio. Battu dès le combat suivant par Juan Jose Estrada le 28 mai 1988, il met un terme à sa carrière en 1990 sur un bilan de 23 victoires, 5 défaites et 3 matchs nuls.